# Kolyma (silnice)

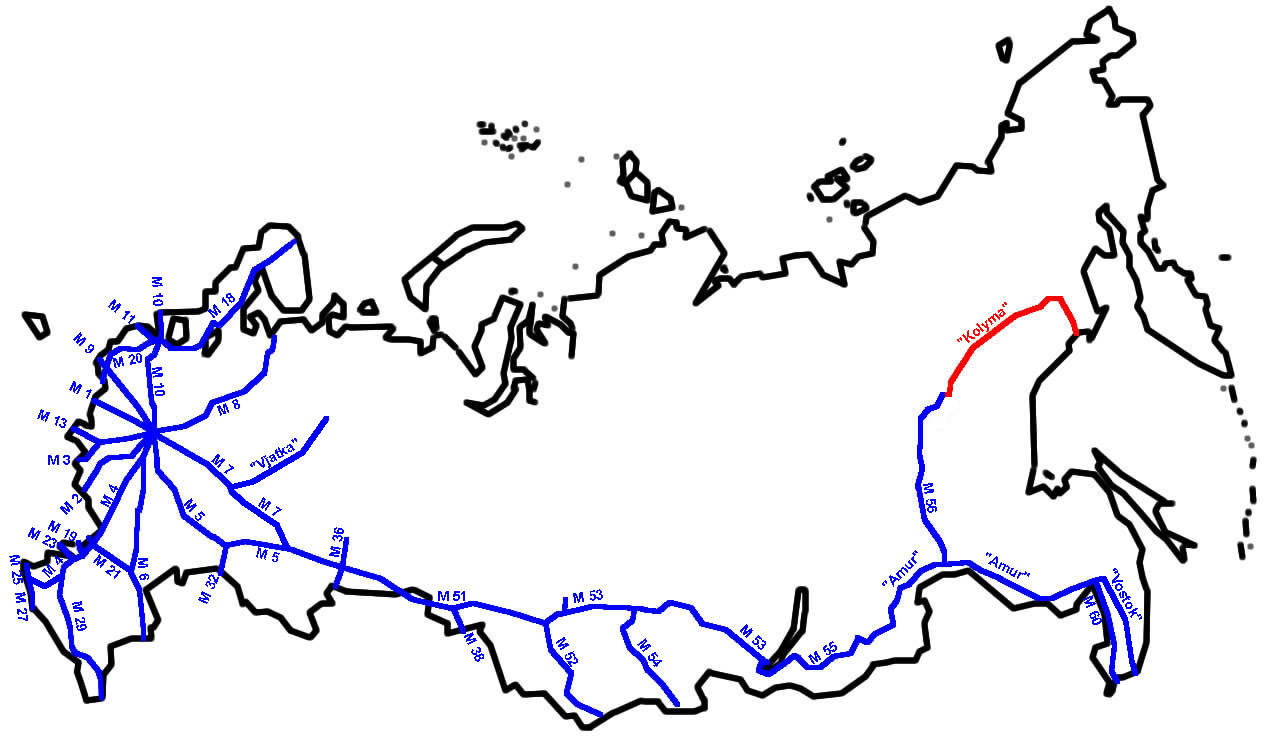
Zobrazení silnice na mapě Ruské federace

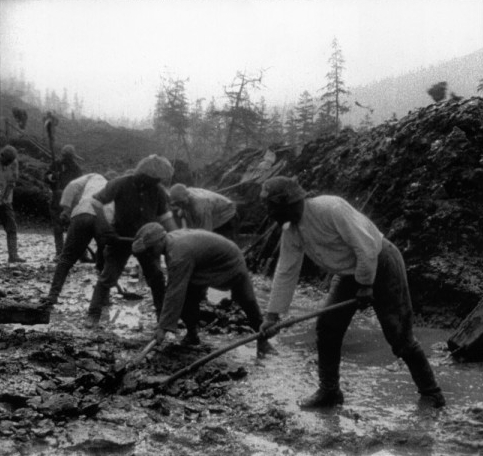
Stavba mostu přes řeku Kolymu

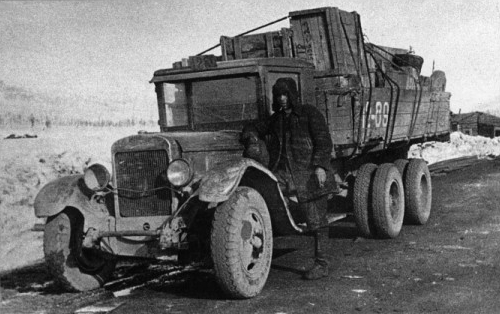
Nákladní vůz v roce 1936

Silnice Kolyma (rusky Федеральная автомобильная дорога М56 «Колыма», Federální silnice M56 „Kolyma“), nazývaná také Cesta kostí, je spojnicí města Jakutsk a Magadan v Rusku.

## Historie
Tato cesta byla postavena za Stalinovy vlády jako spojnice mezi velkými městy Jakutsk a Magadan. Ve skutečnosti však nezačíná v Jakutsku, ale v městě Nižnij Besťach, který je na východním břehu řeky Leny. Jakutsk leží na západním břehu a dosud zde neexistuje žádný most. Řeka, která zde má šířku i 17 km, v zimě zamrzá a v létě zde fungují trajekty. Nyní se cesta rozděluje na starou a novou část a to u již vysídlené osady Kjubjume, kde původní cesta vede přímo přes pláně. Novější, která byla dříve používána jen jako „zimník“ (cesta po které se jezdí jen za sněhu a ledu, kdy zamrznou řeky a močály), je nyní přestavěna doslova na štěrkovou dálnici a opatřena betonovými mosty.
Stará cesta se začala stavět v roce 1932 a její stavba pokračovala až do roku 1975. Jako pracovní síly byli použiti vězni z pracovních táborů a okolních gulagů, kterými byla tato oblast proslulá. Na tisíce těchto vězňů zemřelo při výstavbě cesty, které se začalo říkat „Daroga na kostiach“ (cesta kostí). Až v roce 1996 byl v Magadanu slavnostně odhalen pomník Maska smutku, který vzdává čest všem umučeným a mrtvým.
Původní varianta byla jediná suchozemská cesta v této oblasti. I poté co „Trassu“ (Cestu), jak ji místní jednoduše nazývali, protože nepotřebovala žádné jiné jméno, postavili, zůstává hlavní způsob přepravy zboží do Magadanu lodní doprava a v osobní dopravě převažují letadla. Po dokončení nové trasy (2010), by mělo být cestování pohodlnější.

## Popis
Kolymská dálnice měří 1826 km (Jakutsk-Tomtor-Magadan), je tvořena hlínou, kamením a štěrkem, které vězni systematicky vršili na sebe. Vede přes horskou pláň, na které v zimě teploty místy klesají až na -71.2 °C, jako tomu je v nejstudenější osídlené vesnici Tomtor. Teplotní výkyvy, nestabilní močálové podloží, řeky a potoky silnici poškozují. Mosty na této cestě buď nejsou, nebo jsou dnes už nesjízdné a poničené, cesta je v havarijním stavu. Magadanský region navíc svou část staré cesty již neopravuje a ta je neprůjezdná. Dokonce v polovině roku 2007 byla uzavřena (sjízdná je jen do Tomtoru). Doprava zde byla odkloněna na novou trasu.

## Sportovní využití
Po pádu sovětské vlády se tato cesta stala výzvou pro motorkáře. Jako první jí v roce 1995 projel britský tým Mondo Enduro. Dále Nor Helge Pedersen a Simon Milward v roce 2001. Ewan McGregor a Charley Boorman na své cestě okolo světa v roce 2004 s filmovým štábem a doprovodným týmem pod názvem Long Way Round: Chasing shadows across the world. Bohužel se jim nepodařilo projet celou tuto trasu na motorkách a museli se vydat pro pomoc, tedy konvoj ruských náklaďáků, které je převezly přes řeky. O této akci byl natočený seriál a napsána kniha. V roce 2004 v zimě ji ještě projeli Alastair Humphreys a Rob Lilwall. Několik motorkářů bylo i z Česka. V zimě roku 2010 absolvovali tuto silnici a část Tenkinské trasy autostopem Dalibor Beneš a Petr Sedláček.